# Philippe Garot
Philippe Garot (Verviers, Bélgica; 30 de noviembre de 1948 – 11 de julio de 2023) fue un futbolista y entrenador de fútbol belga que jugó en las posiciones de defensa y delantero.

## Carrera

### Club
| Periodo   | Club           | Goles |
| --------- | -------------- | ----- |
| 1967-1971 | RCS Verviétois | 13    |
| 1971–1972 | KAS Eupen      | 14    |
| 1972–1974 | RWD Molenbeek  | 4     |
| 1974–1980 | Standard Liège | 25    |
| 1980–1984 | KSK Beveren    | 2     |
| 1984–1986 | RWD Molenbeek  | 1     |
| 1986-1987 | Francs Borains | 0     |

### Selección nacional
Jugó en dos ocasiones en 1977 con la selección sub-21, y con la selección mayor jugó en dos ocasiones entre 1977 y 1979.

### Entrenador
| Periodo   | Club                                |
| --------- | ----------------------------------- |
| 1984-1986 | RWD Molenbeek (entrenador-jugador)  |
| 1986–1987 | Francs Borains (entrenador-jugador) |
| 1987–1988 | RAEC Mons                           |
| 1988–1989 | ASEC Mimosas                        |
| 1989–1990 | RFC Seraing                         |

## Logros
- Primera División de Bélgica (1): 1984[6]
- Copa de la Liga de Bélgica (1): 1975
- Copa de Bélgica (1): 1983
- Segunda División de Bélgica (1): 1985